# Údrč
Údrč (németül: Udritsch) Bochov településrésze Csehországban a Karlovy Vary-i kerület Karlovy Vary-i járásában. Központi községétől 4 km-re délkeletre fekszik. A 2001-es népszámlálási adatok szerint 37 lakóháza és 164 lakosa van.